# Schwulität
Schwulität bzw. Schwulibus bedeutet „Verlegenheit“, „Bedrängnis“, „Schwierigkeit“ oder „Angst“. Erhalten haben sie sich in den Redensarten „in Schwulitäten geraten“ und „in Schwulibus sein“, welche eine schwierige oder peinliche Situation beschreiben.
Das niederdeutsche Wort schwul für „drückend heiß“ wurde im 17. Jahrhundert ins Hochdeutsche übernommen und im 18. Jahrhundert, wahrscheinlich durch Beeinflussung des Antonyms kühl, in schwül umgewandelt. Bei einer Schwüle oder drückenden Hitze fühlt man Beklommenheit. Wenn man in Bedrängnis kommt, kann einem auch „ganz heiß“ werden. Für die Nebenbedeutung „ängstlich, bange, herzbeklommen“ wird schwul noch etwas länger verwendet und ist auch in lokalen, umgangssprachlichen Wörterbüchern belegt. Man konnte sagen: „mir ist schwul zu Muthe“, „mir ist schwul“, „ich bin schwul“. In der Studentensprache des 18. Jahrhunderts wurde die daraus folgende scherzhafte Bildung Schwulitäten gängig, zusammengezogen Schwuliten. In Gottfried August Bürgers Ballade Der Kaiser und der Abt heißt es:
Kein armer Verbrecher fühlt mehr Schwulität,
Der vor hochnotpeinlichem Halsgericht steht.
Eine weitere synonyme, pseudo-lateinische Wortkreation ist Schwulibus. Eine Verbindung von beiden gibt es in einem alten Studentenlied:
Wer nur den lieben Gott lässt walten
und hofft auf ihn bei Bier und Kuss,
den thut er wundersam erhalten
in allen Schwulitatibus.
Von der Studentensprache wurden die Begriffe später in die Gemeinsprache übernommen.
Im Rheinischen existiert neben Schwulität noch Schwallität für „Aufregung“.
Schwul im Sinne von „homosexuell“, welches denselben Wortursprung hat, ist erst seit dem 19. Jahrhundert gebräuchlich. Schwulität hat ursprünglich keine Verbindung dazu. Manchmal wird es diesbezüglich als doppeldeutiges Wortspiel oder mit euphemistischer Absicht verwendet. Selten wird es als Synonym für männliche Homosexualität verwendet, die passenderen Ausdrücke dafür sind Schwulsein und die selten verwendete Schwulheit.